# Meglena Kuneva
Meglena Sjtiljanova Kuneva (bulgariska: Меглена Щилянова Кунева), född 22 juni 1957 i Sofia, Folkrepubliken Bulgarien, är en bulgarisk jurist, politiker.
Hon var Bulgariens första EU-kommissionär 2007–2010. 
Hon var tidigare medlem i det bulgariska partiet Nationella rörelsen Simeon II. Hon blev invald i parlamentet 2001, men blev samma år huvudförhandlare i Bulgariens medlemsförhandlingar med Europeiska unionen och lämnade då sin parlamentsplats. Den 29 maj 2002 utsågs hon till minister för europeiska frågor. Hon behöll denna post även efter valet 2005 och var den enda minister från den tidigare regeringen som fick förnyat förtroende i den nya regeringen som dominerades av Bulgariska socialistpartiet.
I samband med Bulgariens inträde i EU blev hon den 1 januari 2007 kommissionär med ansvar för konsumentfrågor, en post hon innehade i Kommissionen Barroso I till dess avgång den 10 februari 2010. Hennes företrädare var den cypriotiska kommissionären Markos Kyprianou vars portfölj delades när Bulgarien blev EU-medlemmar och själv fick han behålla ansvaret för hälsofrågor.
Kuneva är gift med Andrej Pramov. De har en son, Aleksandar Pramov. Hon är svägerska till Uljana Pramova, generaldirektör för den bulgariska televisionen. 
Kuneva föreslog att ljudvolymen i Ipods skulle sänkas från 100 till 80 decibel år 2009.